# Meinwerk Kaup
Meinwerk Kaup (geboren als Johann Bernhard Kaup; * 30. Juni 1691 in Geseke; † 24. Juli 1745 in Paderborn) war ein deutscher römisch-katholischer Geistlicher, Weihbischof in Paderborn, Titularbischof von Callinicum und in den Jahren 1732 bis zu seinem Lebensende Abt des Klosters Abdinghof in Paderborn.

## Biographie
Meinwerk Kaup war ein Sohn des Stadtkämmerers Johann Kaup und dessen Frau Elisabeth, geborener Engels. Er wurde noch am Tag seiner Geburt in der Geseker Cyriacus-Kirche auf den Namen Johann Bernhard getauft. Sein Rufname war Bernhard.
Er studierte in Paderborn Philosophie, trat im Jahr 1710 in den Benediktinerorden im Kloster Abdinghof ein und studierte dann auch Theologie. Seine Studien blieben aber ohne Abschluss bzw. Akademischen Grad. Am 8. Oktober 1711 legte er seine Profess ab, das Kloster Abdinghof gab ihm den Namen Meinwerk, in Anlehnung an Bischof Meinwerk, den traditionellen Gründer des Klosters Abdinghof.
Am 18. Dezember 1717 weihte der Apostolische Vikar Agostino Steffani Meinwerk zum Priester. In der Folgezeit verwaltete Meinwerk die Klostergeschäfte als Ökonom und Cellerar.
Mitte Juni 1732 wurde er Abt des Klosters Abdinghof, schon bald darauf begann beim Kölner Nuntius am 4. März 1733 der Prüfprozess zur Eignung Meinwerks als Weihbischof. Anfang September 1733 wurde er zum Titularbischof von Callinicum ernannt. Am darauffolgenden 1. November empfing er in der Schlosskapelle in Neuhaus die Bischofskonsekration.
Am 4. November 1733 begann er in der Abtei Hardehausen bereits mit der Erteilung der höheren Weihe. Bischof Meinwerk weihte in seinen 12 Jahren als Bischof insgesamt 484 Priester.
An einem Beispiel, wie Bischof Meinwerk mit Unruhen umging, wird sein Charakter verdeutlicht: Am 2. Mai 1738 kam er auf einer Firmreise nach Marsberg. Marsberg gehörte zum Bistum Paderborn, unterstand aber weltlich dem Kurfürstentum Köln. Darüber hinaus beanspruchte die Corveyer Stiftspropstei St. Peter und Paul die Pfarrechte der Marsberger Oberstadt. Am 3. Mai 1738 schritt er in der Pfarrkirche St. Nikolai zur Firmung, da protestierten die Benediktiner, in der Kirche selbst noch einmal ein Stiftsherr mit seinem juristischen Gefolge. Auch der Pfarrer soll aus Protest nicht anwesend gewesen sein. Dennoch sei es dem Bischof gelungen, unter weiteren Protesten, fast 2.000 Personen zu firmen.
Evelts Bericht zufolge, der auch einen übereinstimmenden zum vorigen enthält, firmte Meinwerk insgesamt an über 20 Tagen zwischen 1734 und 1742 in verschiedenen Kirchen außerhalb Paderborns jeweils mehrere 100 Personen, selten davon über 1.000.
Am 23. Juli 1736 wurde in seiner Amtszeit die prunkvolle 900-Jahr-Feier der Ankunft der Gebeine des heiligen Liborius in Paderborn gefeiert. Einige Mönche blieben der Feier aufgrund von Streitigkeiten um ihre Rangfolge untereinander allerdings fern.
Am 4. Juni 1742 bat Kaup um die Überführung der in der katholischen Kirche noch berühmteren Heiligen Odilo und Maiolus von Cluny vom Kloster Souvigny nach Paderborn. Seiner in Briefform gestellten Bitte wurde noch im selben Jahr entsprochen.
Am 24. September 1742 wurde in Kaups Auftrag die ältere Meinolfskapelle in Böddeken durch den Böddeker Prälaten Laurentius Lunz geweiht. Bischof Meinwerk selbst weihte im Jahr 1736 die Erpernburger Lorettokapelle, 1738 die Pfarrkirche in Atteln, 1740 die Kirche der Zisterzienserinnen im Gut Holthausen (Büren), 1742 die Minoritenkirche in Herstelle und die Liborikapelle Borgholz sowie im Jahr 1744 die Pfarrkirche zu Erkeln. Fürstbischof Clemens August beauftragte Meinwerk zu Grundsteinlegung des Neubaus des Paderborner Gaukirchklosters im Jahr 1744.
Meinwerk Kaup starb im Jahr 1745 im Alter von 54 Jahren und wurde in der Alexiuskapelle beim Kloster Abdinghof bestattet.